# Supercoupe de la CAF 2019
Navigation
Édition précédente Édition suivante
La Supercoupe de la CAF 2019 (appelée aussi Supercoupe de la CAF Total, du nom de son sponsor) est la 27e édition de la Supercoupe de la CAF. 
Le match fait opposé l'ES Tunis, vainqueur de la Ligue des champions de la CAF 2019 au Raja CA, vainqueur de la coupe de la confédération 2018-2019. 
La rencontre se déroule le 29 mars 2019 à Doha au Qatar.
Le Raja CA gagne le match 2-1, et remporte la supercoupe pour la deuxième fois.

## Participants
| Équipe   | Zone                             | Qualification                                      | Apparitions (en gras, l'équipe gagnante) |
| -------- | -------------------------------- | -------------------------------------------------- | ---------------------------------------- |
| ES Tunis | Union nord-africaine de football | Vainqueur de la ligue des champions de la CAF 2018 | 3 (1995, 1999, 2012)                     |
| Raja CA  | Union nord-africaine de football | Vainqueur de la Coupe de la confédération 2018     | 2 (1998, 2000)                           |

## Match
| Entraîneur :    |
| Mouine Chaabani |

| Entraîneur :     |
| Patrice Carteron |

| Entraîneur :    |
| Mouine Chaabani |

| Entraîneur :     |
| Patrice Carteron |

| Espérance de Tunis | Raja Club Athletic |

| G             | 19 | Rami Jridi            |     |     |
| D             | 22 | Sameh Derbali         |     | 54e |
| D             | 5  | Chamseddine Dhaouadi  | 76e |     |
| D             | 6  | Mohamed Ali Yaakoubi  |     | 73e |
| D             | 20 | Ayman Ben Mohamed     |     |     |
| M             | 15 | Fousseny Coulibaly    |     |     |
| M             | 30 | Franck Kom            | 81e |     |
| M             | 18 | Saad Bguir            |     | 46e |
| A             | 8  | Anice Badri           |     |     |
| A             | 17 | Hamdou Elhouni        |     |     |
| A             | 11 | Taha Yassine Khenissi |     |     |
| Remplaçants : |    |                       |     |     |
| G             | 1  | Moez Ben Cherifia     |     |     |
| D             | 24 | Iheb Mbarki           |     | 54e |
| D             | 26 | Houcine Rabii         |     |     |
| M             | 25 | Ghailene Chaalali     |     |     |
| M             | 28 | Mohamed Amine Meskini |     |     |
| A             | 10 | Youcef Belaïli        |     | 46e |
| A             | 14 | Haythem Jouini        |     | 73e |

| G             | 1  | Anas Zniti           |     |       | 90+2e |
| D             | 25 | Omar Boutayeb        |     |       |       |
| D             | 13 | Badr Benoun          | 64e |       | 86e   |
| D             | 8  | Sanad Al Warfali     |     |       |       |
| D             | 5  | Fabrice Ngah         |     |       |       |
| M             | 2  | Abderrahim Achchakir |     |       | 89e   |
| M             | 29 | Zakaria El Wardi     |     |       |       |
| M             | 24 | Mahmoud Benhalib     |     |       |       |
| M             | 18 | Abdelilah Hafidi     | 22e | 80e   |       |
| A             | 7  | Zakaria Hadraf       |     |       | 76e   |
| A             | 21 | Soufiane Rahimi      |     | 90+4e |       |
| Remplaçants : |    |                      |     |       |       |
| G             | 22 | Mohamed Bouamira     |     |       |       |
| D             | 26 | Ilias Haddad         |     |       |       |
| M             | 4  | Mohamed Douik        |     |       |       |
| M             | 19 | Baye Ibrahima Niasse |     |       |       |
| A             | 9  | Mouhcine Iajour      |     | 90+4e |       |
| A             | 11 | Anas Jabroun         |     |       |       |
| A             | 30 | Ayoub Nanah          |     | 80e   |       |